# Stenalcidia despecta
Stenalcidia despecta là một loài bướm đêm trong họ Geometridae.